# 日兴镇
日兴镇，是中华人民共和国四川省南充市仪陇县下辖的一个乡镇级行政单位。2019年9月，撤销碧泉乡和双庆乡，将其所属行政区域划归日兴镇管辖。

## 行政区划
日兴镇下辖以下地区：
石垭社区、石垭村、星星村、星火村、鼓楼村、水磨村、九湾村、白塔村、丰南村、燎原村、矮桥村、黎明村、洪山村、土寨村、枣儿村、高板村、双田村、大明村、鹅山村、白庙村、油坊滩村、犀角村、秋收村、九龙山村、玉清村和堰溪村、营盘村、古垭村、高阳村、双堰村、友谊村、大营村、清泉村、佛山村、胜利村、尖山村和凤仪村、金子村、席家村、高桥村、踏水村、石岩村、向家村、大堰村、太平村、木梳村和桐麻村。